# باينيدا تراسمونتي
بلدية باينيدا تراسمونتي (بالإسبانية: Pineda Trasmonte)‏، هي إحدى بلديات مقاطعة برغش، التي تقع في منطقة قشتالة وليون، والتي تقع في شمال غرب إسبانيا.
يبلغ عدد سكانها 182 نسمة وفقاً لإحصائية سنة (2002).